# Bloomberg Businessweek
Bloomberg Businessweek is een Amerikaans zakenweekblad, dat wordt uitgegeven door Bloomberg L.P.
Tot december 2009 was het een uitgave van McGraw-Hill. Het blad bevat analyses, opinies en informatie op het gebied van business en economie. Het werd voor het eerst gepubliceerd in 1929 onder de naam The Business Week en tot 2005 verscheen het blad eveneens in een Europese en Aziatische editie. De belangrijkste concurrenten van het blad in het zakelijke segment zijn Fortune en Forbes.